# Meteoridea hutsoni
Meteoridea hutsoni är en stekelart som först beskrevs av Nixon 1941.  Meteoridea hutsoni ingår i släktet Meteoridea och familjen bracksteklar. Inga underarter finns listade i Catalogue of Life.